# Tusby kyrka
Tusby kyrka (finska: Tuusulan kirkko) är en historisk korskyrka i Tusby kommun i det finländska landskapet Nyland. Träkyrkan är belägen vid Tusby träsk i Tusby kyrkby. Tusby kyrka uppfördes 1734 och är en av Helsingforsregionens äldsta träkyrkor. Cirka 480 personer ryms i kyrkan.
Kyrkan är Tusby församlings huvudkyrka. Kyrkan är skyddad enligt kyrkolagen.

## Historia och arkitektur

### 1700-talet
Man började planera kyrkan redan år 1729 och byggarbetet inleddes år 1732. Man vet inte exakt vem som har ritat Tusby kyrka, men man antar att det var bonden Erik Hannula, som också ledde byggarbetet. Kyrkan invigdes den 1 november 1734, efter att spåntaket lagts, men färdigställdes i sin helhet först tjugo år senare. När kyrkan blev färdig var den ganska anspråkslös. Läktarna och fönstren var små och timmerväggarna hade inga träpaneler. Det fanns inte heller någon förstuga vid ingången. Ursprungligen fanns det ett litet torn mitt på kyrktaket. Tusby kyrka har höga tunnvalv i trä inne i kyrksalen.
Under 1700-talet växte antalet församlingsmedlemmar och man behövde mer rum i kyrkan. Därför beslöt man att utvidga läktarna. Ljuset blev också bättre när fönstren blev större och väggarna målades vita. Kyrkan fick också nya vestibuler och yttre väggarna fick nya träpaneler, vilka målades med rödmylla.

### 1800-talets renovering
Den första större renoveringen gjordes på 1850-talet. Då förnyade man kyrkans grundstenar som hade sjunkit. Vid renoveringen förnyades också vestibulerna. Samtidigt flyttades trapporna till läktarna till de nya vestibulerna för att få mer rum i kyrksalen. Tornet revs och ersattes med ett kors. Länsarkitekten Jean Wik rekommenderade, att kyrkans fönster skulle bytas till att representera gotisk stil.
År 1854 fick kyrkan också en ny altartavla. Tavlan målades av Johan H. Asplund. Belysningen förbättrades genom att skaffa en kristallkrona och fyra ljuskronor i mässing. År 1889 fick Tusby kyrka uppvärmning.

### 1900-talets renoveringar
I början av 1900-talet funderade man på om kyrkan måste rivas. Trots tidigare renoveringar var kyrkan i dåligt skick. Man beslöt sig ändå för att renovera kyrkan grundligt. Renoveringen gjordes år 1903 och då var man tvungen att bland annat förnya kyrkans grundstenar igen. Kyrkans yttre väggar, fönster och dörrar fick trädekorationer. År 1903 fick kyrksalens tunnvalv också sitt nuvarande utseende.
Kyrkan har haft elektrisk belysning sedan 1923 och elektrisk uppvärmning sedan 1952. År 1927 målades kyrkan enligt konstnären Pekka Halonens plan. År 1984 förnyades spåntaket och byggnadstekniken. Samma år byggdes också en separat servicebyggnad.
Ernest Albin Kranck ansvarade för grundrenoveringen i början av 1900-talet och Dag Eklund ansvarade för kyrkbänkarnas renovering år 1952. Då ändrades bänkarna så att det blev mer bekvämt att sitta i kyrkan.

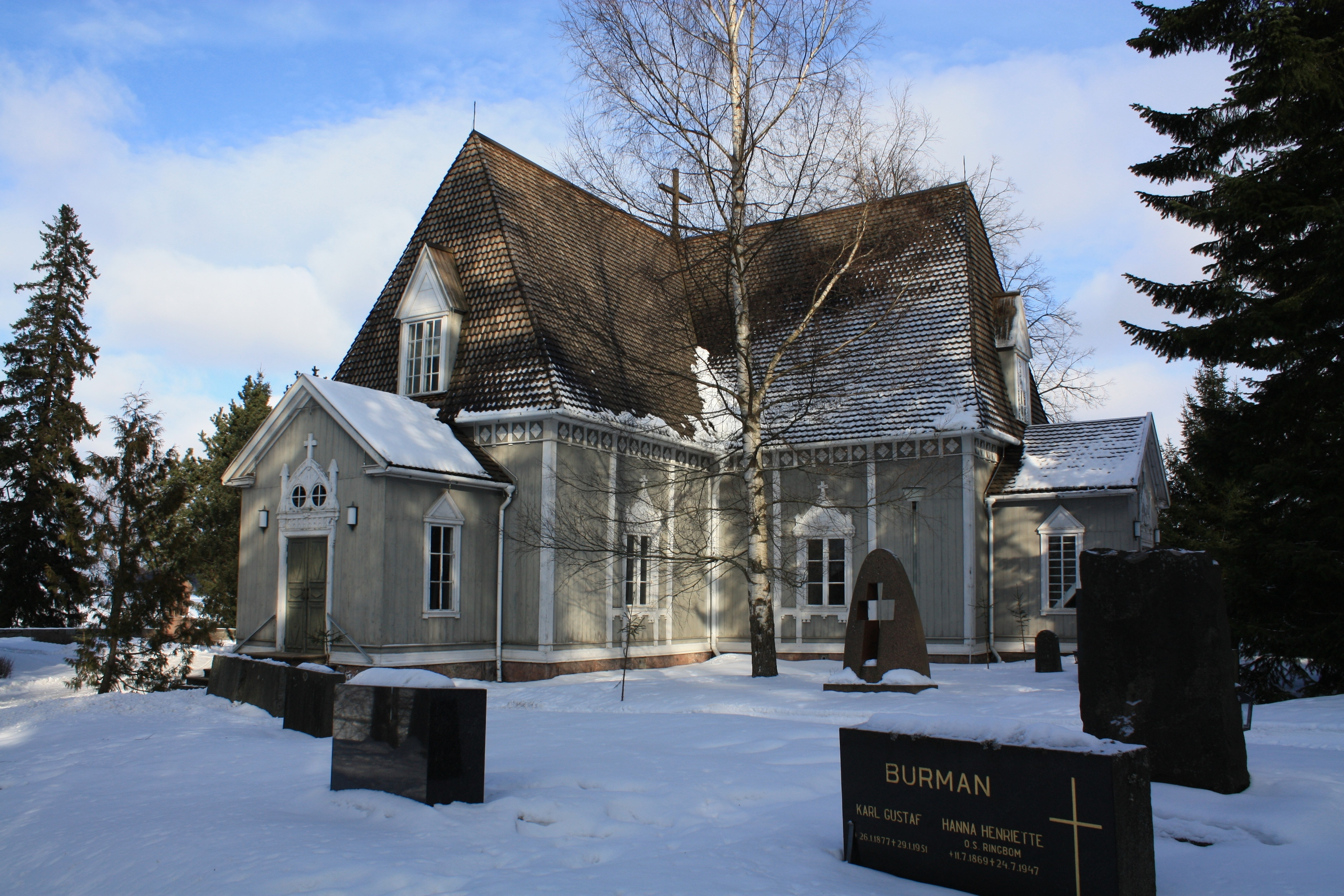
Kyrkan från norr, 2009
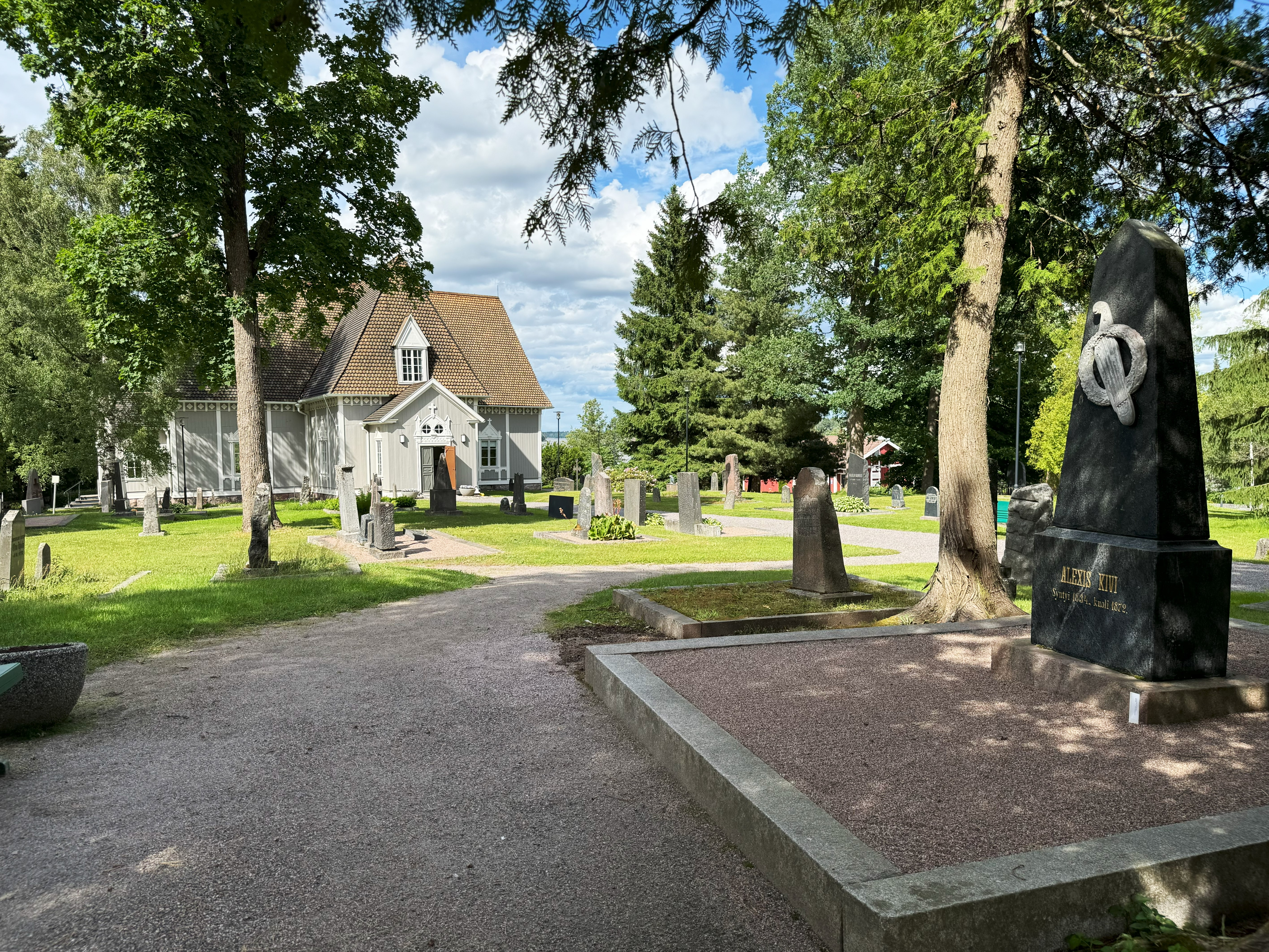
Kyrkan och den gamla kyrkogården från söder, med Aleksis Kivis grav i förgrunden, 2024
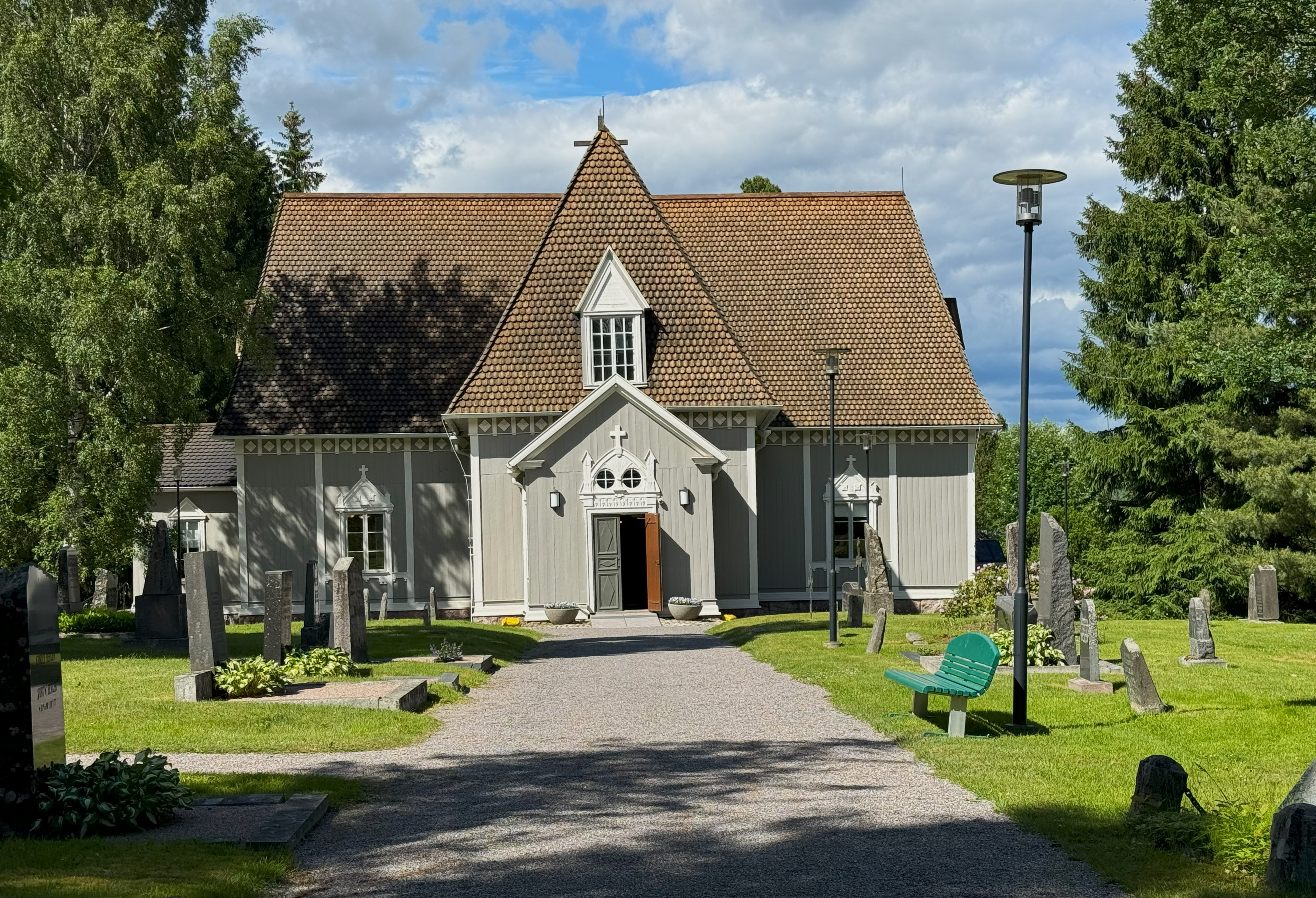
Kyrkan från söder, 2024
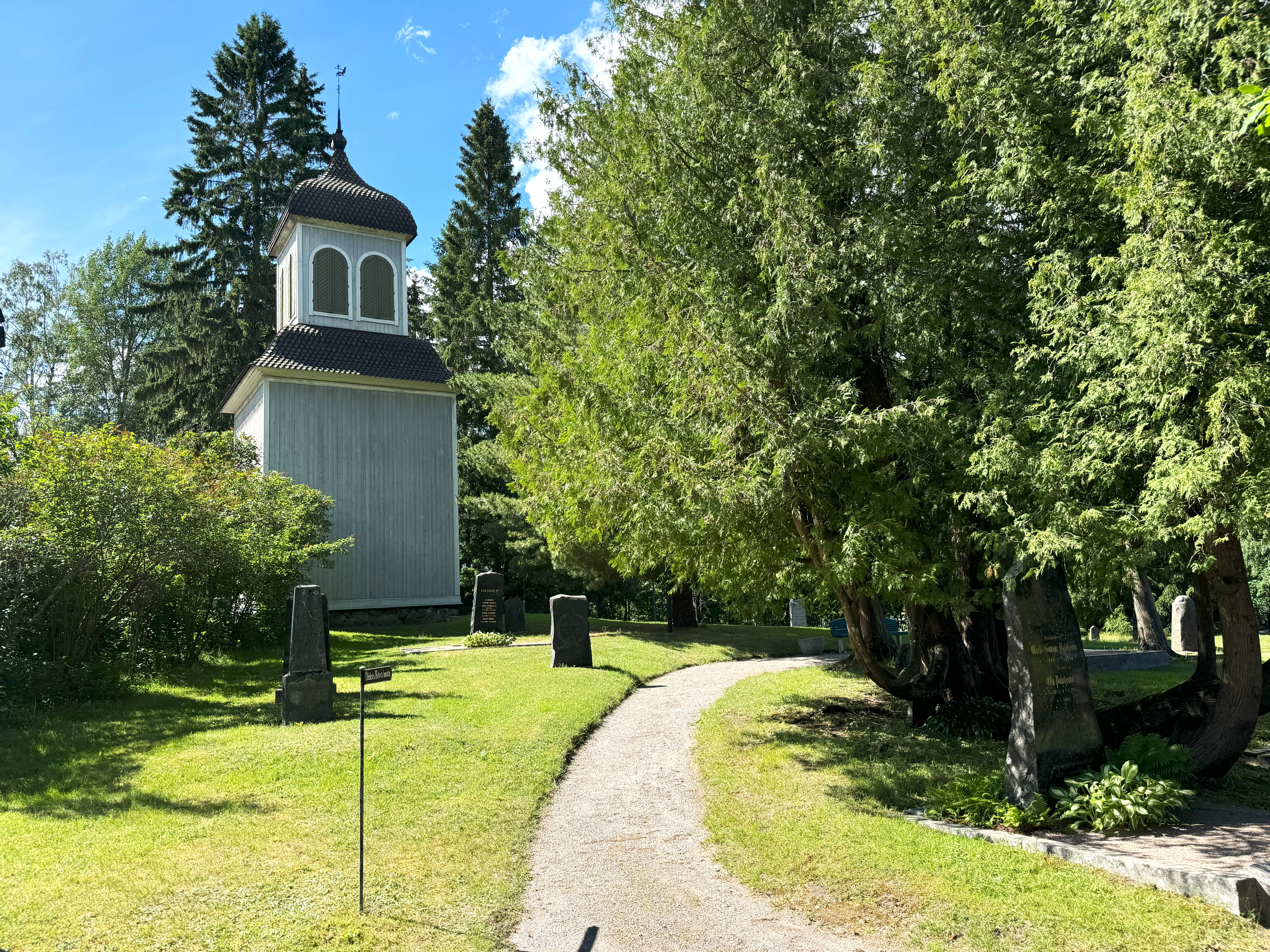
Klocktornet, 2024
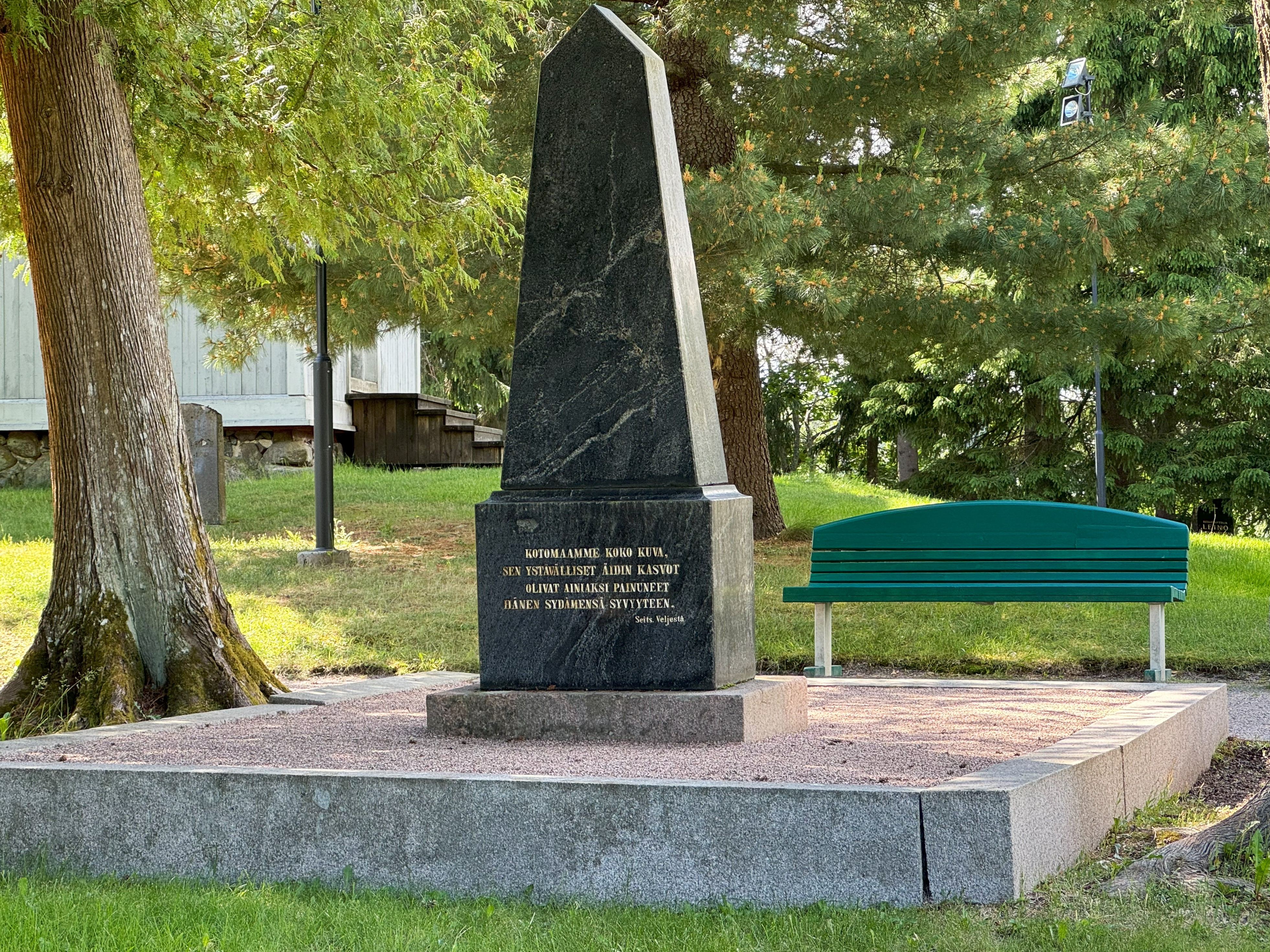
Baksidan av Aleksis Kivis grav

## Interiör

### Altartavlan
Tusby kyrkas altartavla från år 1853 har målats av Johan H. Asplund. Omkring altartavlan finns glassmålningar som har målats av Paavo Leinonen år 1937.

### Beslysningsarmaturer
Kyrkans stora ljuskrona i mitten är från 1850-talet, liksom fyra mindre belysningsarmaturer av mässing.

### Orgeln
Tusby kyrka fick sin första orgel år 1875 men orgeln förnyades redan år 1891. Orgeln köptes från Carl Erik Böling i Kristinestad som möjligen också hade byggt orgeln. Bölings orgel såldes år 1895 för 600 mark till Vånå kyrka. Från Vånå kyrka flyttades orgeln till Fölisöns museikyrka år 1912.
Tusby kyrkas nuvarande orgel med 21 stämmor är byggd år 1971 av Kangasala orgelfabrik.

### Predikstolen
Tusby kyrkas predikstol tillkom år 1802.

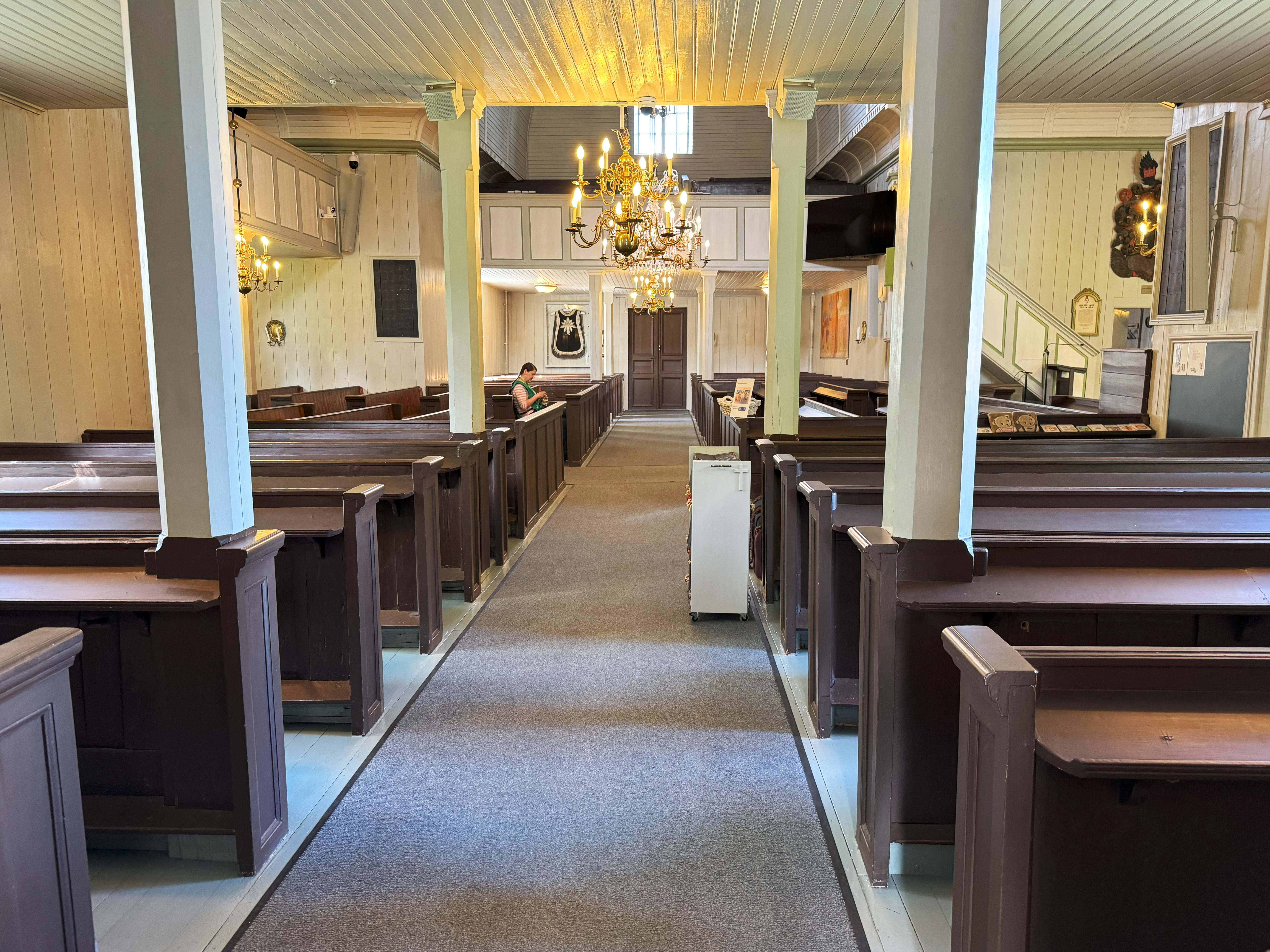
Kyrkan har ingångar från söder, väst och norr
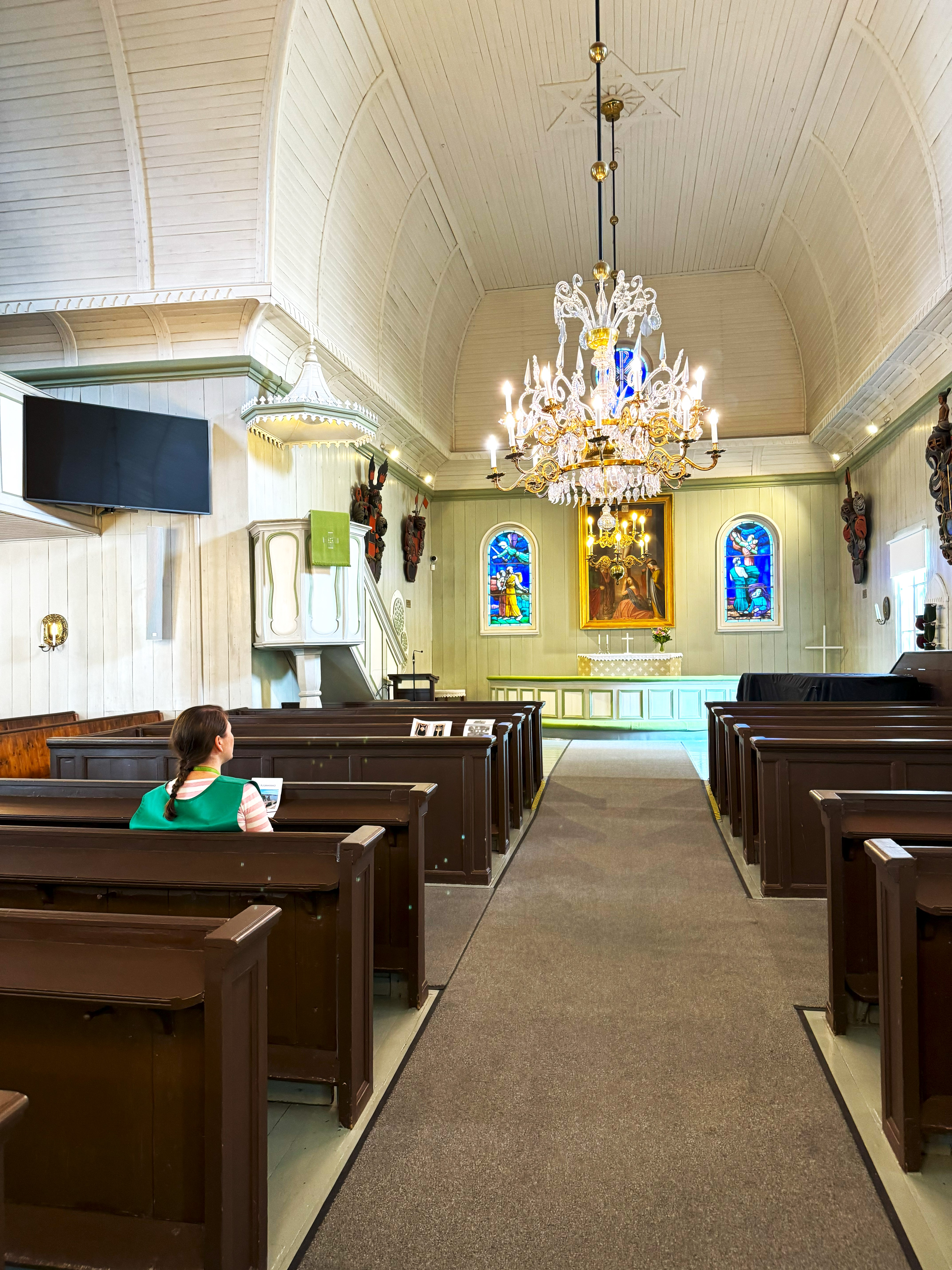
Belysningsarmaturer från 1850-talet
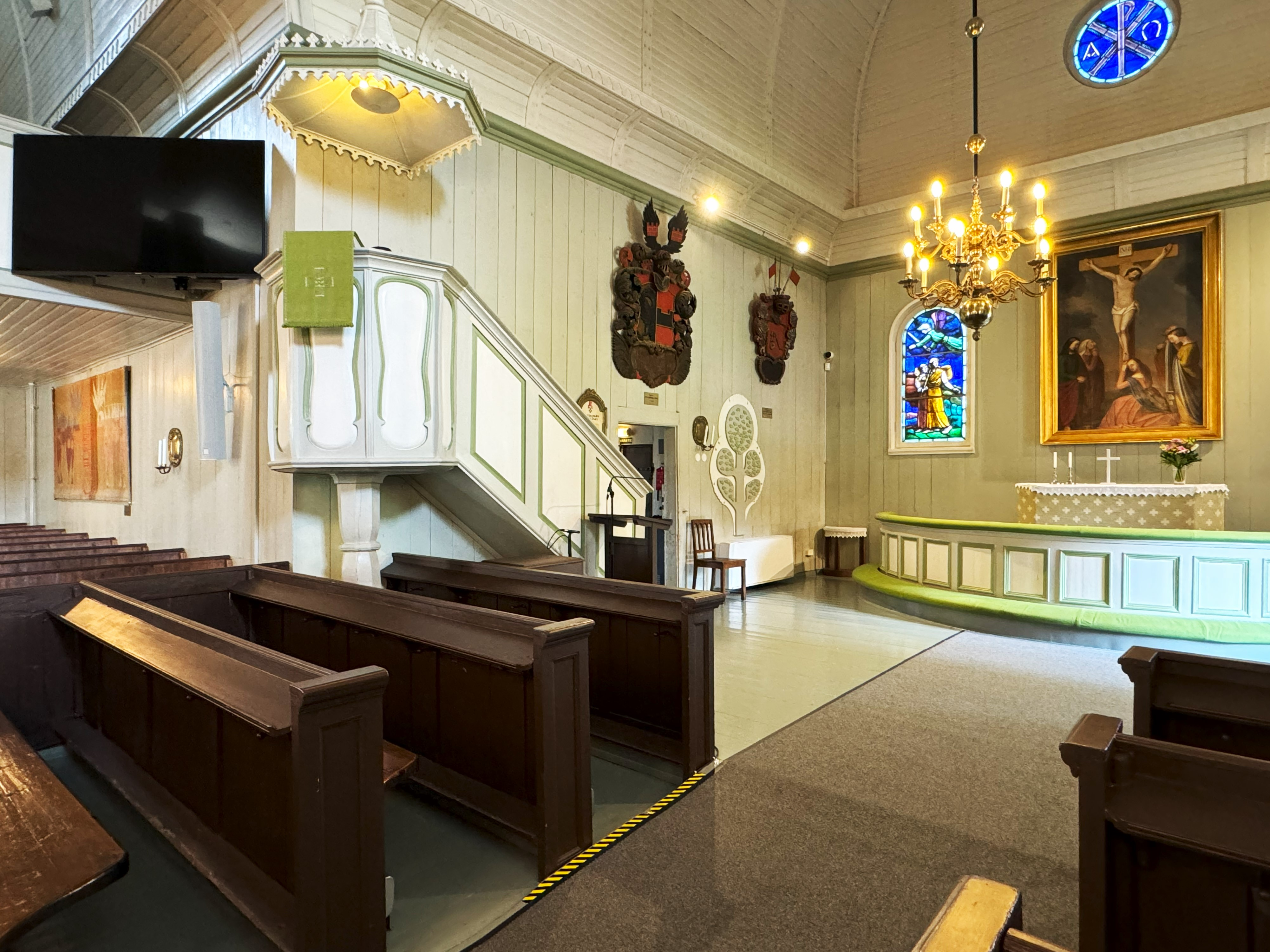
Predikstol från 1802
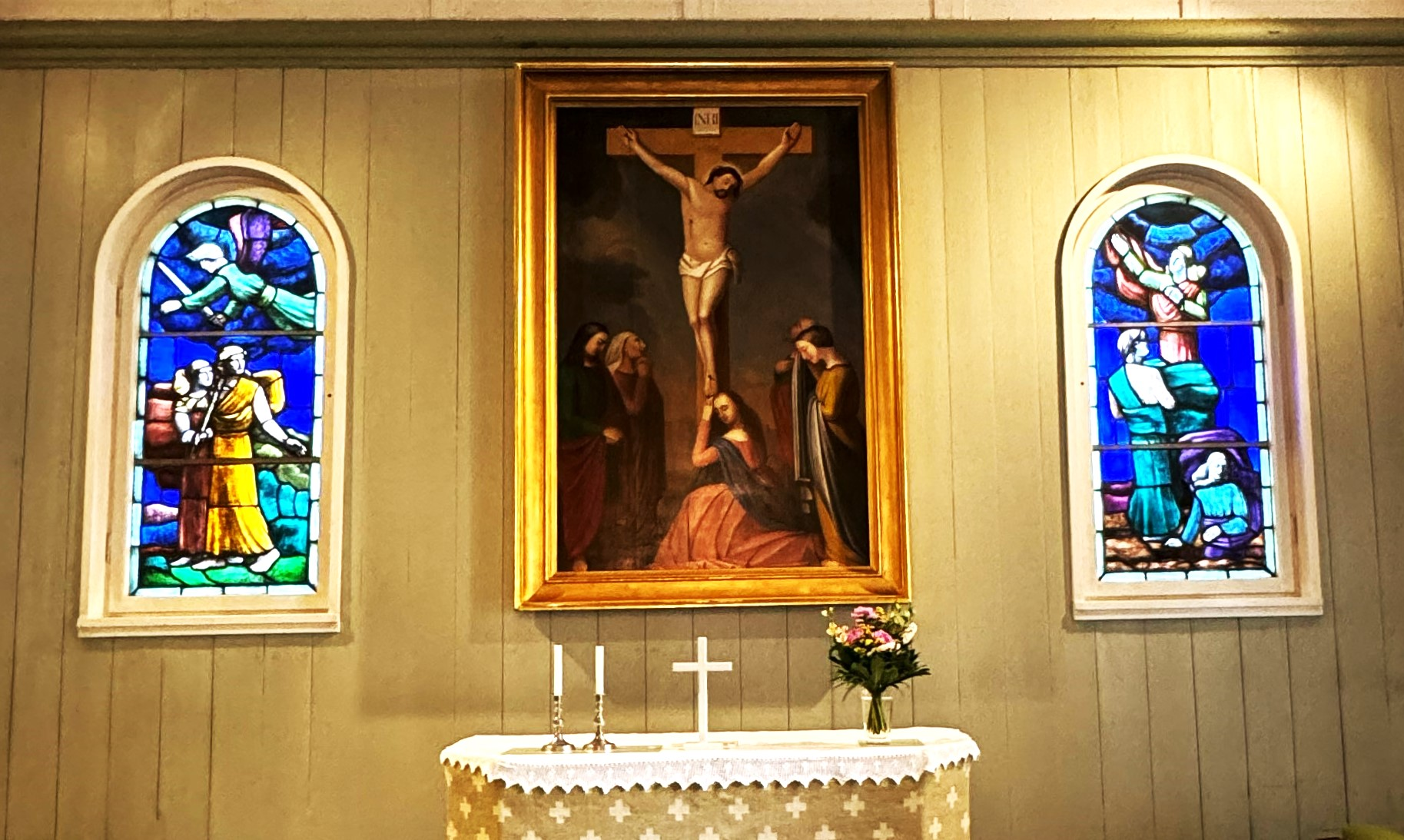
Altartavla från 1853 målad av Johan H. Asplund och glasmålningar av Paavo Leinonen
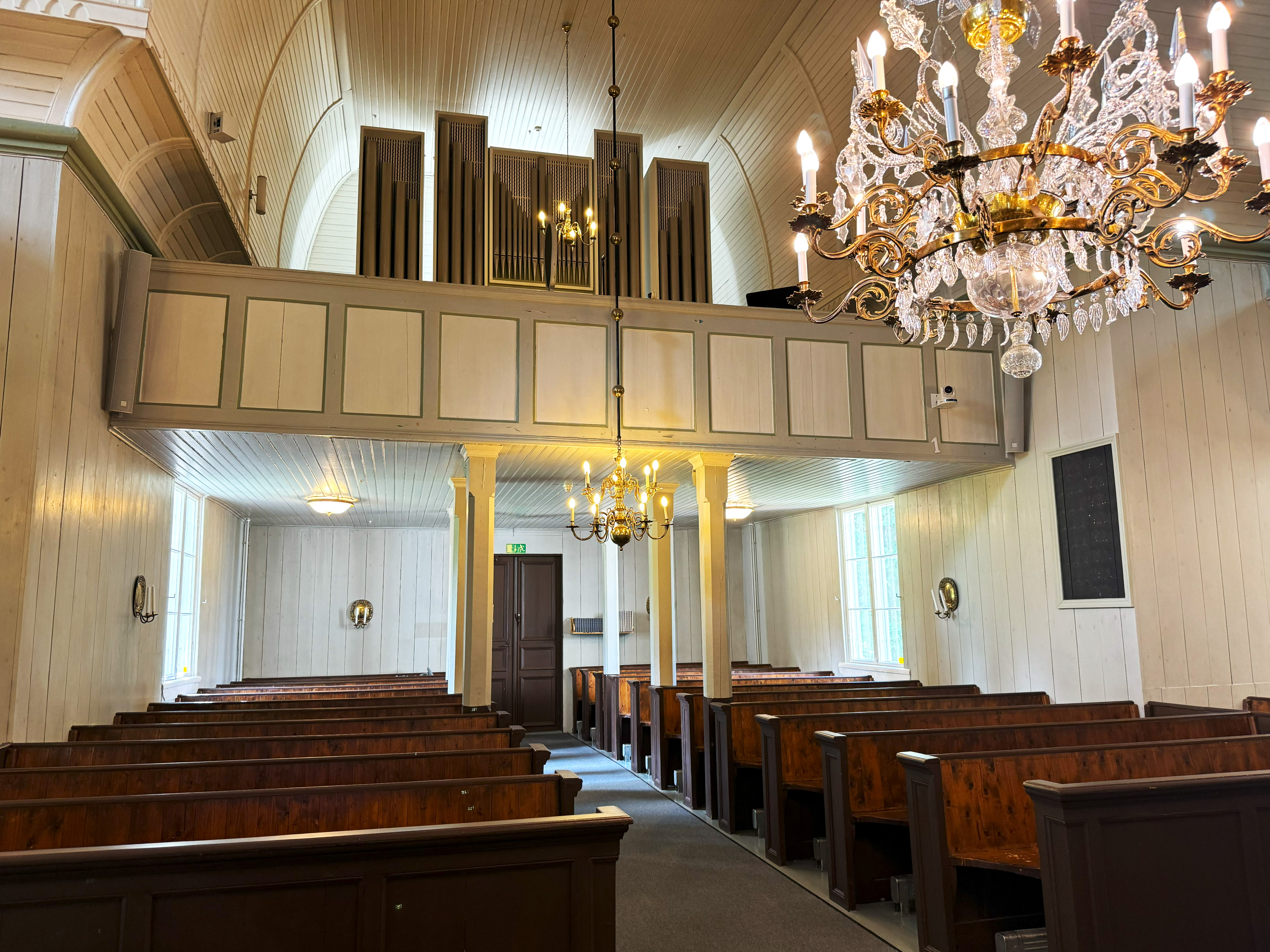
Orgel byggd 1971 av Kangasala orgelfabrik

### Begravningsvapen
I Tusby kyrka har bevarats begravningsvapen från slutet av 1600-talet och början av 1700-talet. Begravningsvapnen tillhör adelsmän från släktena Berg, Kuhlman och Stålhane, som begravdes under den tidigare kyrkans golv. Åtminstone kvarlevorna efter Stålhane flyttades enligt uppgift till ett gravvalv under den nuvarande kyrkan, medan övriga begravdes i högar. Tusby kommunvapen har fått inspiration från den sistnämnda släktens begravningsvapen.

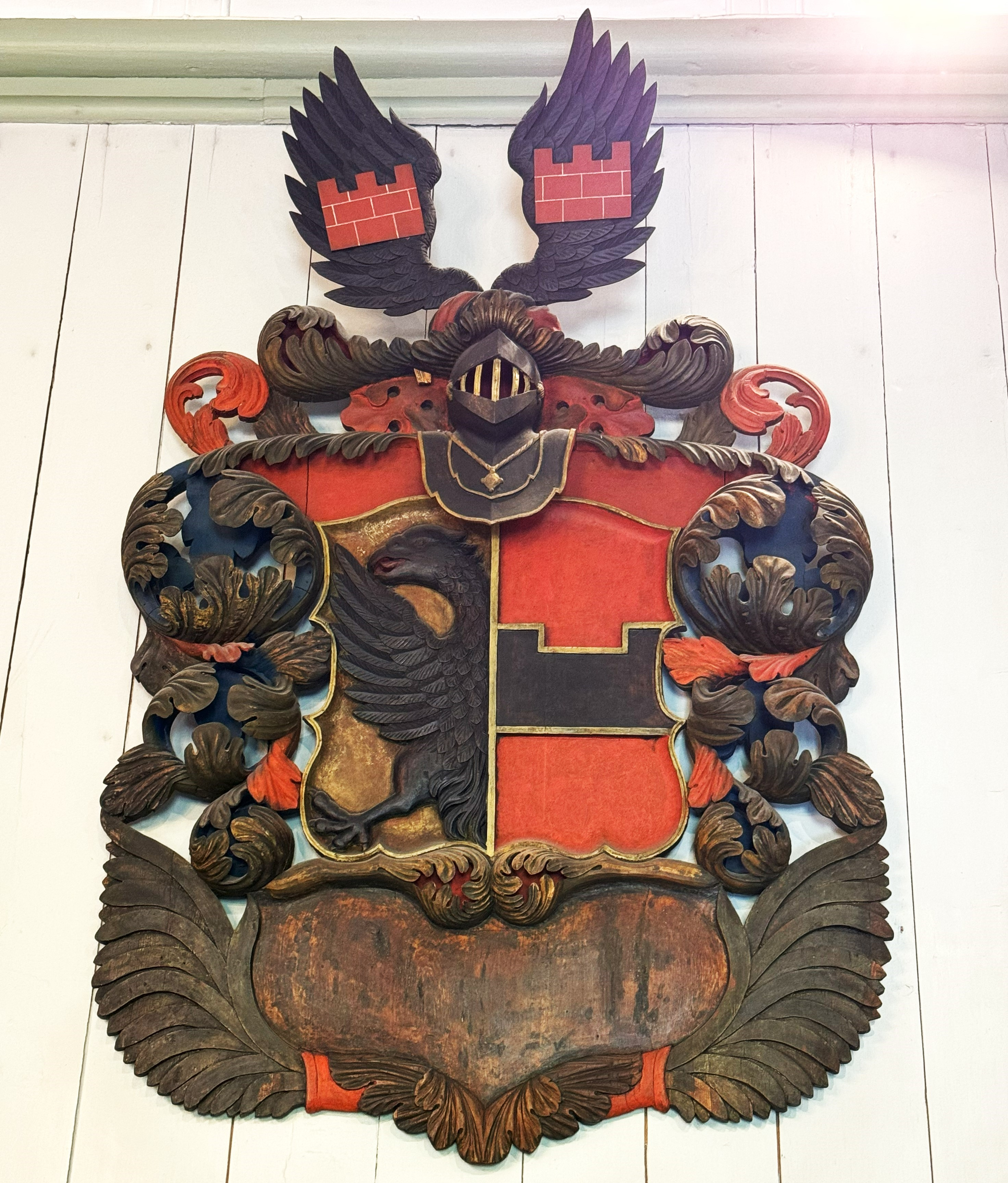
Epitafium av kapten Otto Reinhold v. Berg (död 1700).
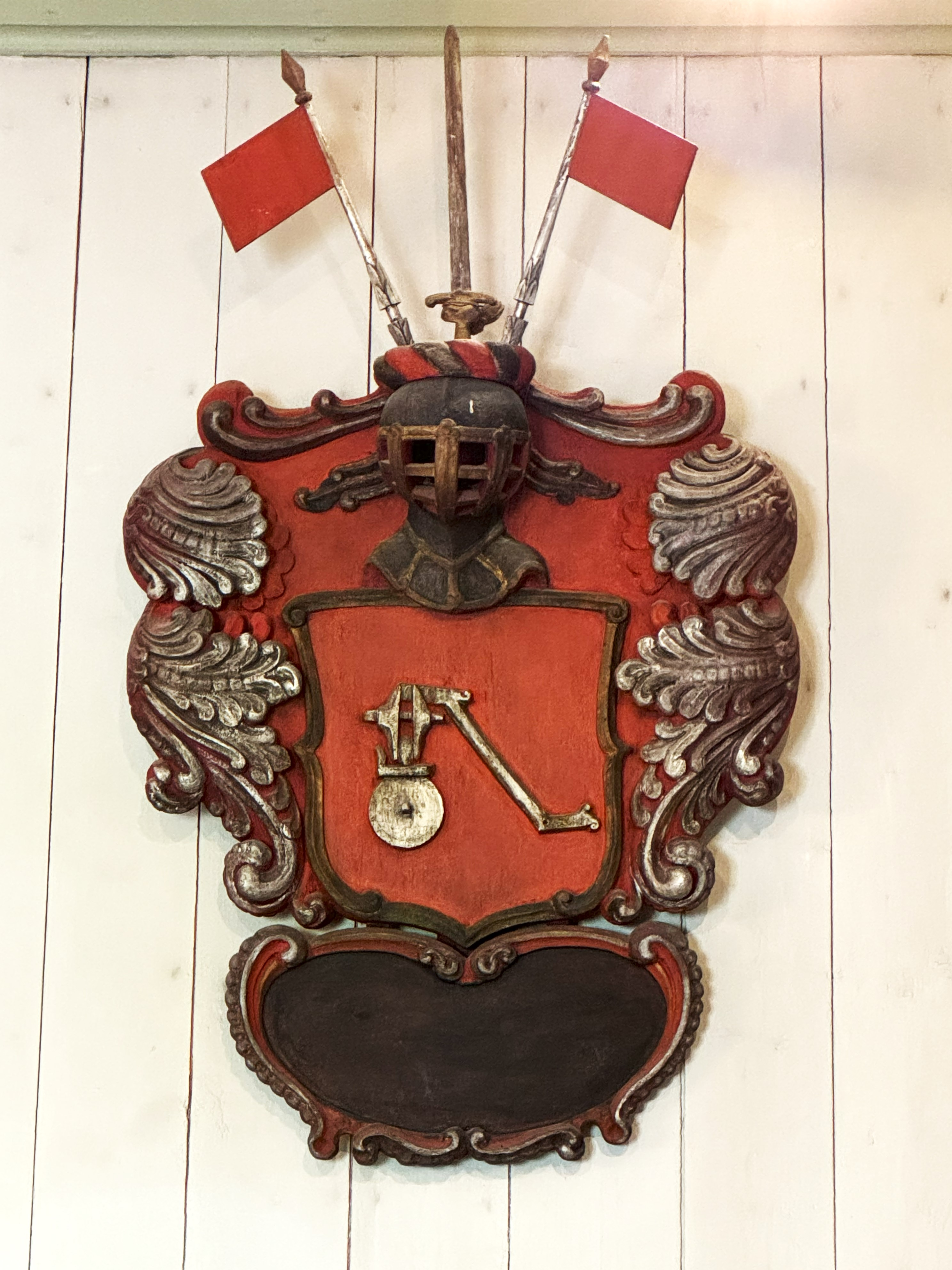
Epitafium av löjtnant Erik Stalhane (död 1693).
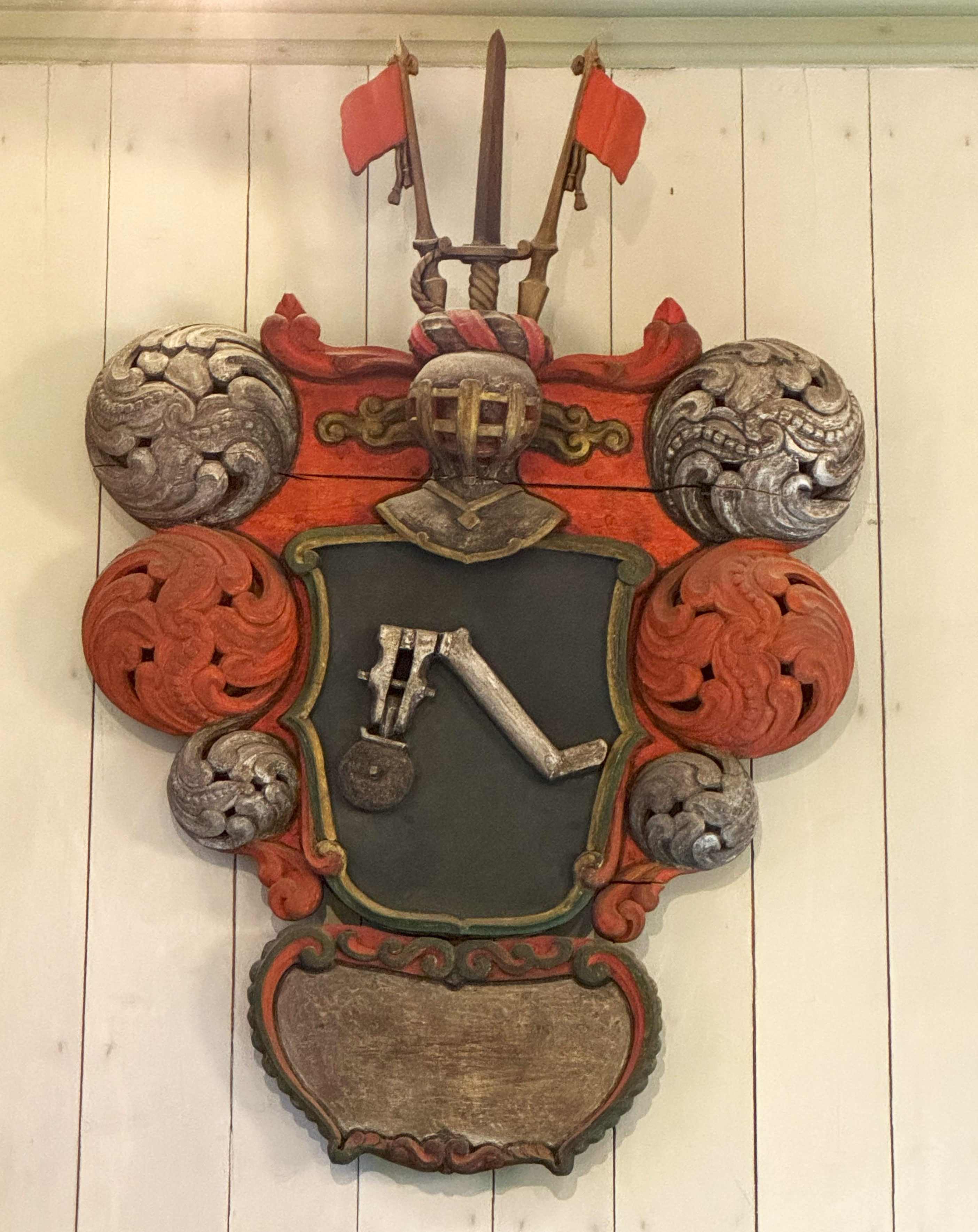
Epitafium av löjtnant Johan Stalhane (1666-1724).
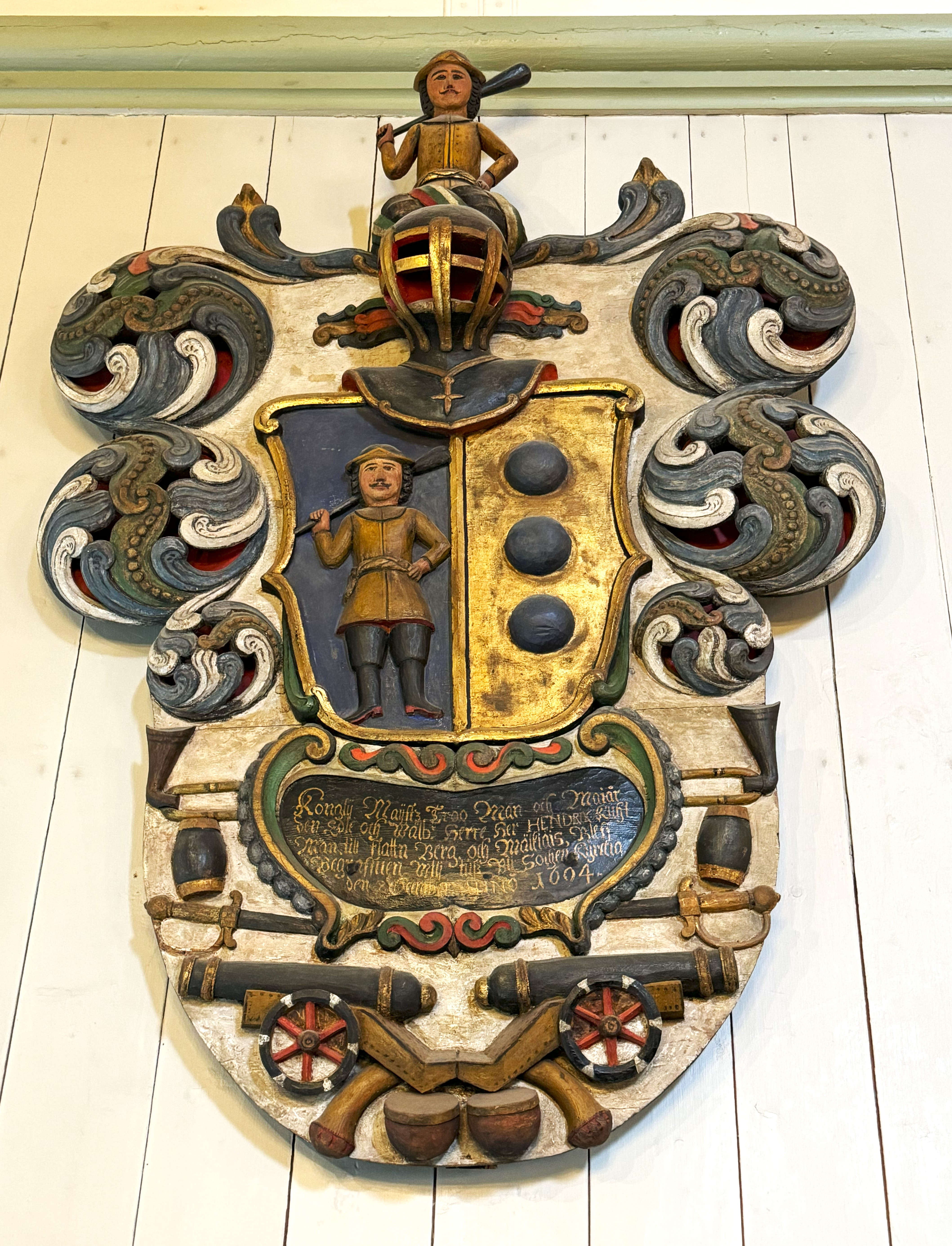
Epitafium av major Henrik Kuhlman (död 1692).

## Klockstapeln
Tusbys första klockstapel färdigställdes på 1650-talet. Den nuvarande klockstapeln byggdes på samma plats år 1746. Klockstapelns utseende har ändrats i renoveringar 1818 och 1903. De nuvarande kyrkklockorna härstammar från 1903 och klockorna automatiserades år 1984.

## Gamla kyrkogården
Tusby kyrkas gamla kyrkogård var i kontinuerligt bruk från 1640-talet till 1890-talet. Sedermera används istället Paijala begravningsplats. Bland andra Finlands nationalförfattare Aleksis Kivi (1834–1872) och konstnären Pekka Halonen (1865–1933) är begravda på den gamla kyrkogården, som är kulturminnesmärkt.
Vid Kivis grav finns ett minnesmärke, rest 1877, fem år efter författarens död, med stöd av en insamling anordnad av Tavastlands nation. Texten på baksidan av stenen är ett citat från Kivis verk Sju bröder. Minnesmärket formgavs av arkitekten J. E. Stenberg och restaurerades 2021.

## Hjältegravar
Hjältegravar har anlagts på samma plats, där Tusbys första kyrka låg. Hjältegravgården är ritad av landskapsarkitekten Ola Mannström.Minnesmärket vid Tusby hjältegravar formgavs av bildkonstnären Rakel Koivisto år 1953.

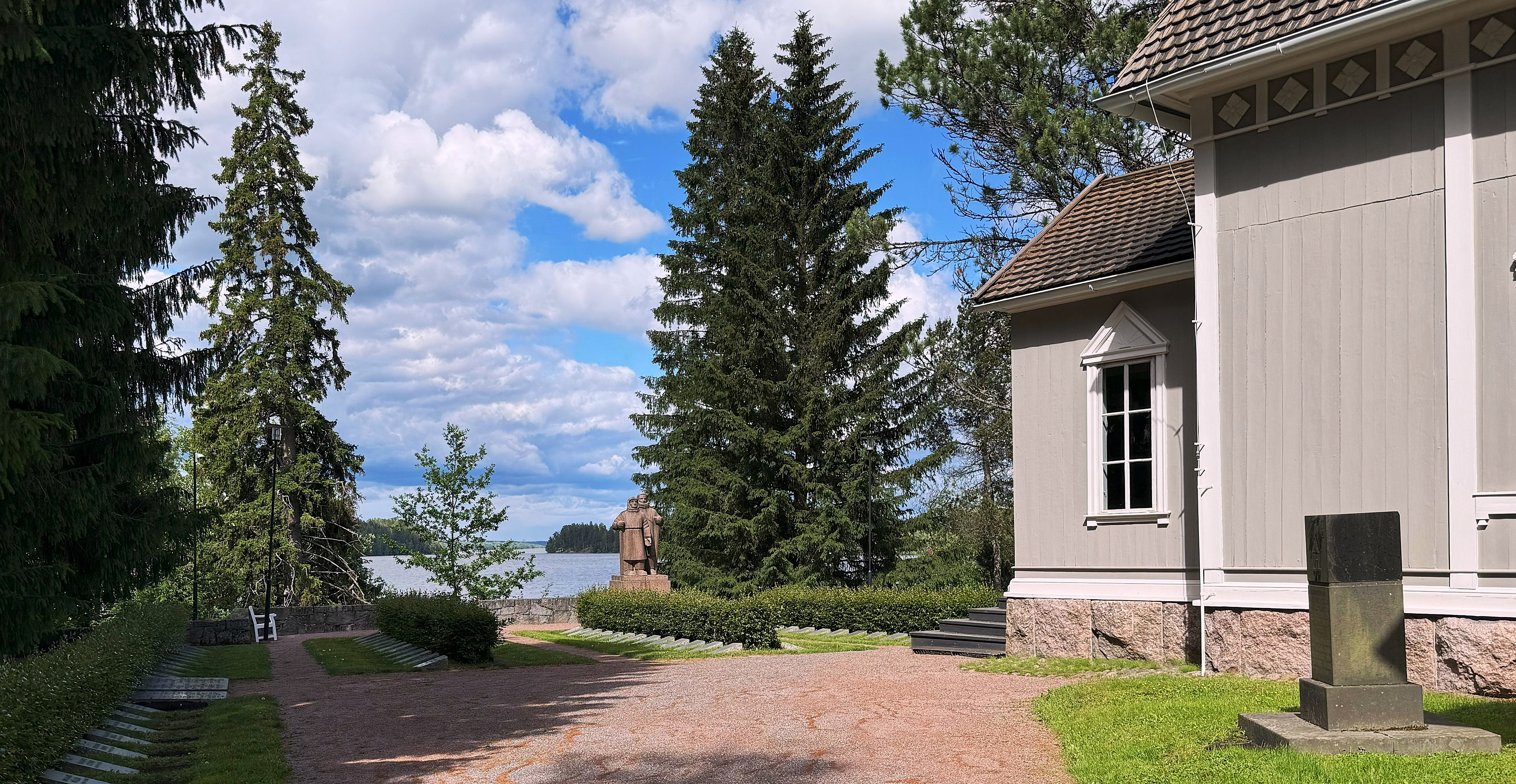
Vägen från gamla kyrkogården söder om kyrkan mot hjältegravarna och Tusby träsk i norr
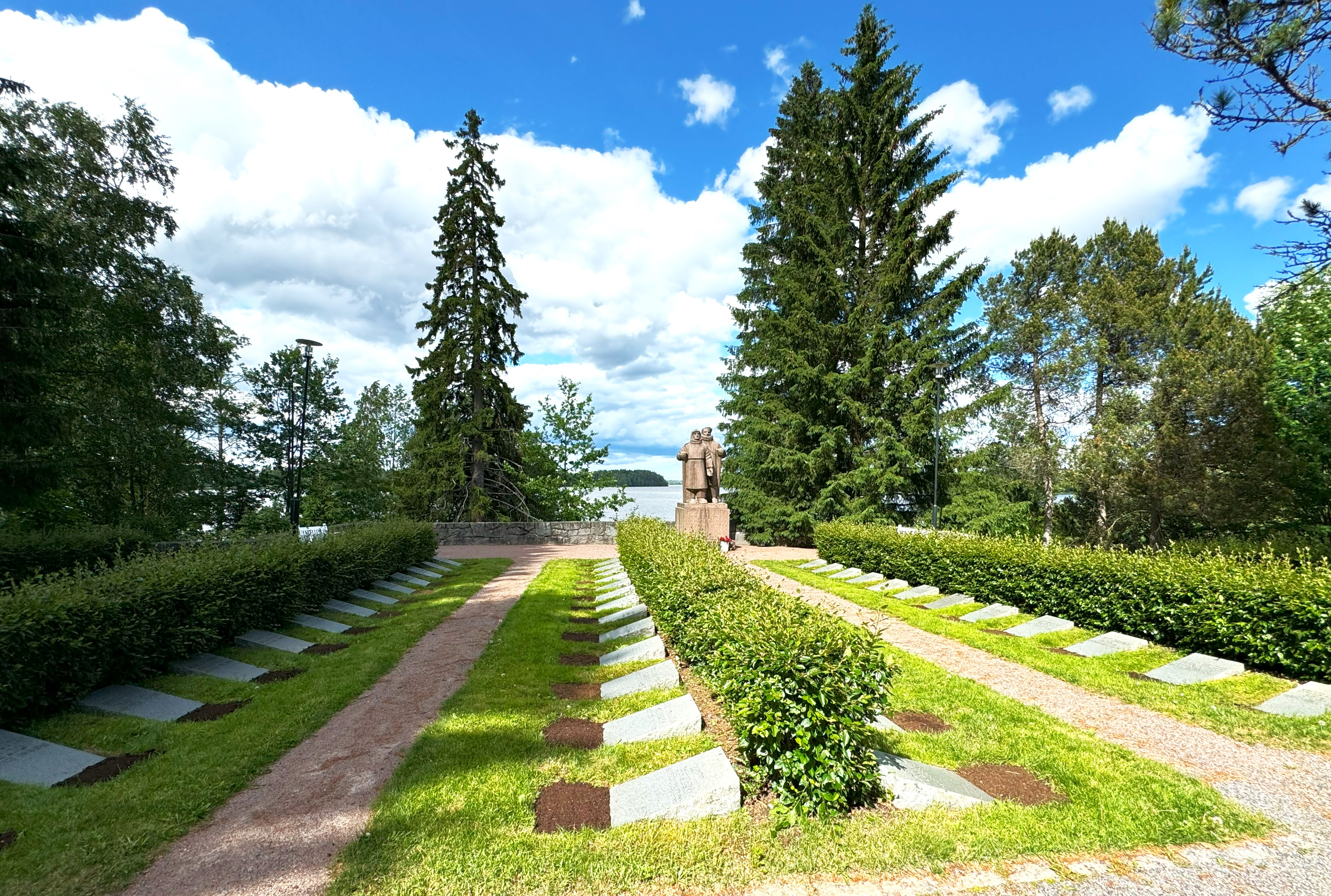
Hjältegravar
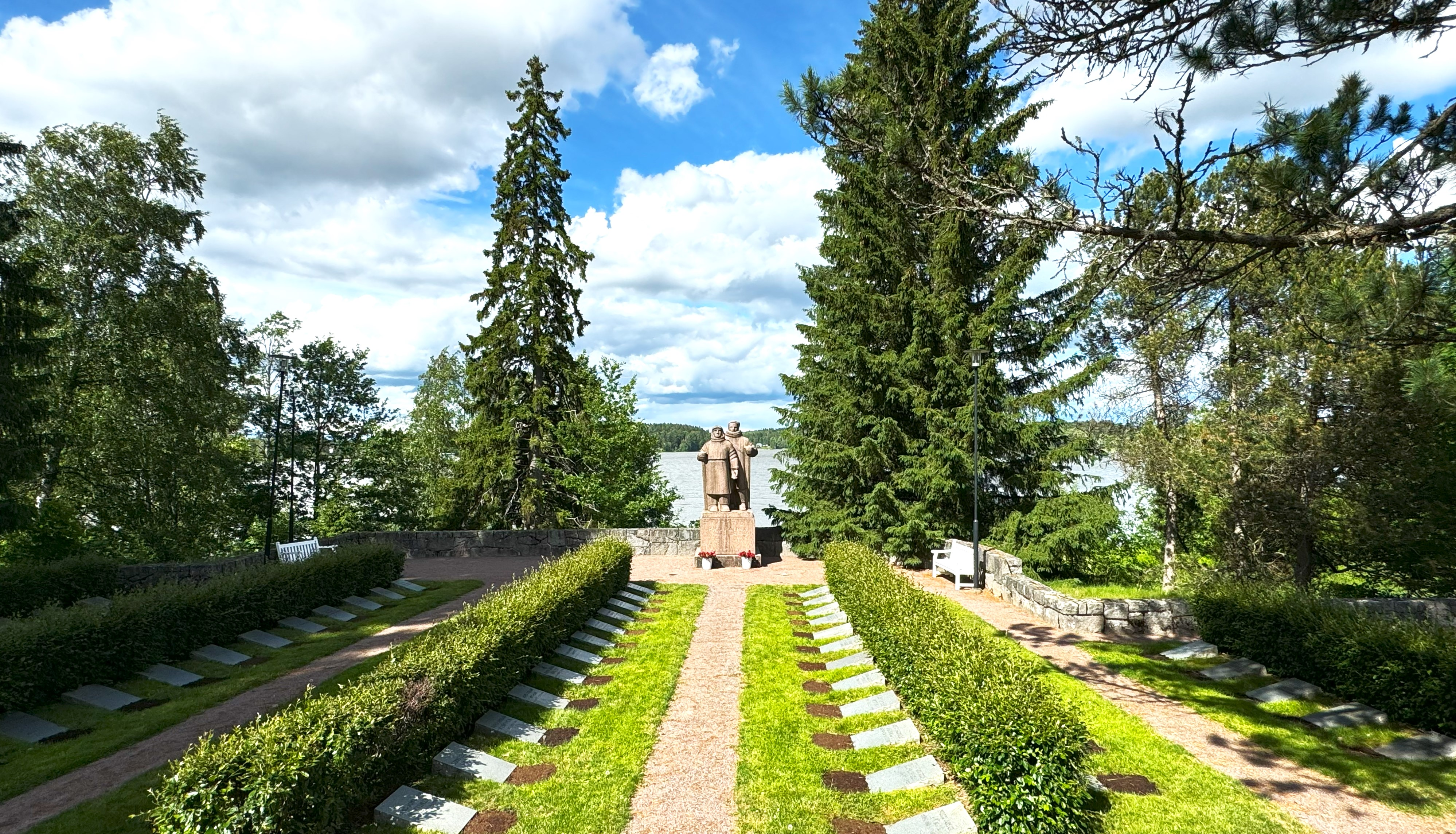
Tusby träsk och området med hjältegravarna sett från kyrkotrappan

## Tidigare kyrkan
Den första kyrkan i Tusby byggdes år 1643 när Tusbyborna blev trötta på att åka till Sibbo för gudstjänster. Då var Tusby församling en kapellförsamling under Sibbo församling. Tusbyborna beklagade också att den svenskspråkiga kyrkoherden inte höll finskspråkiga gudstjänster "ordentligt". Kyrkan i Tusby byggdes med Nils Stålhanes bidrag. Tusby blev en självständig församling med en egen kyrkoherde år 1654.
Den första kyrkan var en liten och väldigt anspråkslös byggnad i rektangulär form. Det berättas att några människor sade att kyrkan såg lite ut som en lada. Efter stora ofreden reparerades kyrkan inte. Kyrkan hade nästan rasats när den revs år 1735.